# مشروع مينيرفا

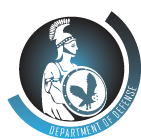

مشروع مينيرفا (بالإنجليزية: Project MINERVA)‏، وهي اختصار لرسم الخرائط الإلكترونية والإنترنت الموارد الأرشيف الظاهري، هو مشروع مكتبة الكونغرس، من أجل جمع وحفظ مواد المصدر الأساسي التي توصف بالعامية «الرقمية المولد».
ويشير التقرير أيضا إلى مبادرة وزارة دفاع الولايات المتحدة المثير للجدل. وأعلن عن مبادرة أبحاث مينيرفا، وغالبا ما تسمى مشروع مينيرفا، اعلنت في عام 2008 من قبل سكرتير وزير الدفاع روبرت غيتس وهو عضو سابق في النسر الكشفية ورئيس الجامعة. متمسك بشعار الكشافة، «أن تكون مستعداً،» مينيرفا يتطلع إلى الاستفادة من مجتمع المتخصصين والباحثين الجامعيين في منطقة الأخرى، لا سيما أولئك الذين يعملون على الإسلام، العراق، الصين، والمجالات ذات الصلة.
تحت إشراف وزارة الدفاع ستوفر مينيرفا 50 مليون دولار أمريكي لتمويل البحوث على خمسة مواضيع منفصلة. وسوف يكون التركيز على واحد الصين، والثانية على الإرهاب، وثالثة حول العراق، ورابعة عن الإسلام، والخامسة مفتوحة. والهدف هو خلق تحسن العلاقات بين وزارة الدفاع والجامعات وتطوير المعرفة العسكرية التي يمكن أن تستفيد منها على المدى الطويل. ولكن ثبت مينيرفا المثير للجدل. ورغم دعم كثير من العلماء لمينيرفا، وبدا عدد من الباحثين الأكاديميين تنبيه العامة حول احتمال تمويل وزارة الدفاع للبحوث. وأرسلت جمعية الأنطروبولوجيا الأميركية رسالة علنية مما يدل على أن يتم تحويل التمويل إلى جسم مختلفة، مثل NSF.
وقد كتب هيو جسترسن، والأنطروبولوجيا البارز في جامعة جورج ماسون، سلسلة من المقالات في مجموعة متنوعة من المواقع التي اجتذبت اهتماما كبيرا. كان يخاف من أن «أي محاولة لتركيز التفكير حول الثقافة والإرهاب تحت سقف وزارة الدفاع سينتج حتما نتيجة تقلص فكريا.... وزارة الدفاع الأمريكية سيكون لها الراحة المزيفة للاعتقاد بأن لديها تسخير أفضل وألمع العقول، لكن في الحقيقة سوف تكون قد تلقت إلا شريحة محدودة جدا من برج عاجي المعروض، والأكاديميين الذين ليس لديهم مشكلة مع صناديق البنتاغون. العلماء الاجتماعي نسمي هذا» انحياز الاختيار«، وأنها يمكن أن تؤدي إلى أخطاء تحليلية خطيرة».
اضافت وزارة الدفاع في وقت لاحق أموال إلى مينرفا واضيفت الآن أموال إضافية من خلال بحوث المؤسسة الوطنية للعلوم.
نتائج عملية الاختيار لم يعلن عنها.

## وصلات خارجية
- https://archive.today/20121213085028/lcweb2.loc.gov/cocoon/minerva/html/minerva-home.html
- http://www.arl.army.mil/www/DownloadedInternetPages/CurrentPages/DoingBusinesswithARL/research/08-R-0007.pdf
- http://www.ssrc.org/essays/minerva/